# Tanjung Rambang
Tanjung Rambang is een bestuurslaag in het regentschap Prabumulih van de provincie Zuid-Sumatra, Indonesië. Tanjung Rambang telt 1926 inwoners (volkstelling 2010).